# James Henry Oliver
James Henry Oliver (* 26. April 1905 in New York City; † 3. April 1981 in Baltimore) war ein US-amerikanischer Althistoriker und Epigraphiker.

## Leben
Er erhielt einen B.A. und die Promotion an der Yale University (1926, 1931). In Yale studierte er bei George Lincoln Hendrickson und Michael Rostovtzeff. Er besuchte die Universität Bonn in den Jahren 1927–1928 und die American Academy in Rome in den Jahren 1928–1930. Von 1932 bis 1936 grub er an der Athener Agora aus und fungierte als Epigraphiker der Ausgrabungen. Er lehrte als Professor für Classics an der Johns Hopkins University von 1946 bis 1970.
Sein Hauptinteresse und Gegenstand vieler Veröffentlichungen war die römische Regierung der Provinzen.

## Schriften (Auswahl)
- The civilizing power. A study of the Panathenaic discourse of Aelius Aristides against the background of literature and cultural conflict. With text, translation, and commentary. Philadelphia 1968, OCLC 450110214.
- Marcus Aurelius. Aspects of civic and cultural policy in the East. Princeton 1970, OCLC 860518383.
- The civic tradition and Roman Athens. Baltimore 1983, ISBN 0-8018-2718-3.
- Greek constitutions of early Roman emperors from inscriptions and papyri. Philadelphia 1989, ISBN 0-87169-178-7.